# Barbara Míková
Barbara Míková (* 26. Februar 1991) ist eine slowakische Grasskiläuferin. Sie ist zweifache Weltmeisterin, dreifache Juniorenweltmeisterin und gewann bisher ein Weltcuprennen.

## Werdegang
Ihre ersten internationalen Wettkämpfe bestritt Barbara Míková bei der Juniorenweltmeisterschaft 2009 im tschechischen Horní Lhota u Ostravy. Dort wurde sie unter jeweils elf Starterinnen Fünfte im Riesenslalom und Sechste im Super-G, fiel in der Super-Kombination jedoch aus. Am Slalom nahm sie nicht teil. Seit 2010 startet die Slowakin auch in FIS- und Weltcuprennen und zeigte von Beginn an gute Leistungen. In ihren ersten beiden FIS-Rennen im Mai 2010 in Altenseelbach erreichte sie jeweils hinter der späteren Gesamtweltcupsiegerin Anna-Lena Büdenbender den zweiten Platz. In den ersten Weltcuprennen konnte sie noch nicht ganz mit der Weltspitze mithalten, bis sie am 6. Juni 2010 den Super-G von Dizin gewann, an dem allerdings manche Spitzenläuferinnen nicht teilnahmen. Großen Erfolg hatte sie auch bei der zeitgleich ebenfalls im iranischen Skiort Dizin stattfindenden Juniorenweltmeisterschaft 2010. Mit Siegen im Riesenslalom und im Super-G, Platz zwei im Slalom und Rang drei in der Super-Kombination war sie die erfolgreichste Teilnehmerin dieser Veranstaltung. Am 17. September gelang ihr mit Platz zwei im Riesenslalom von Cesana San Sicario ein weiterer Podestplatz und sie erreichte in ihrer ersten Weltcupsaison 2010 den fünften Gesamtrang. Im Tschechien-Cup 2010 gewann sie sechs Wettbewerbe. Im Winter 2010/2011 nahm Míková auch an FIS-Rennen im Alpinen Skisport teil.

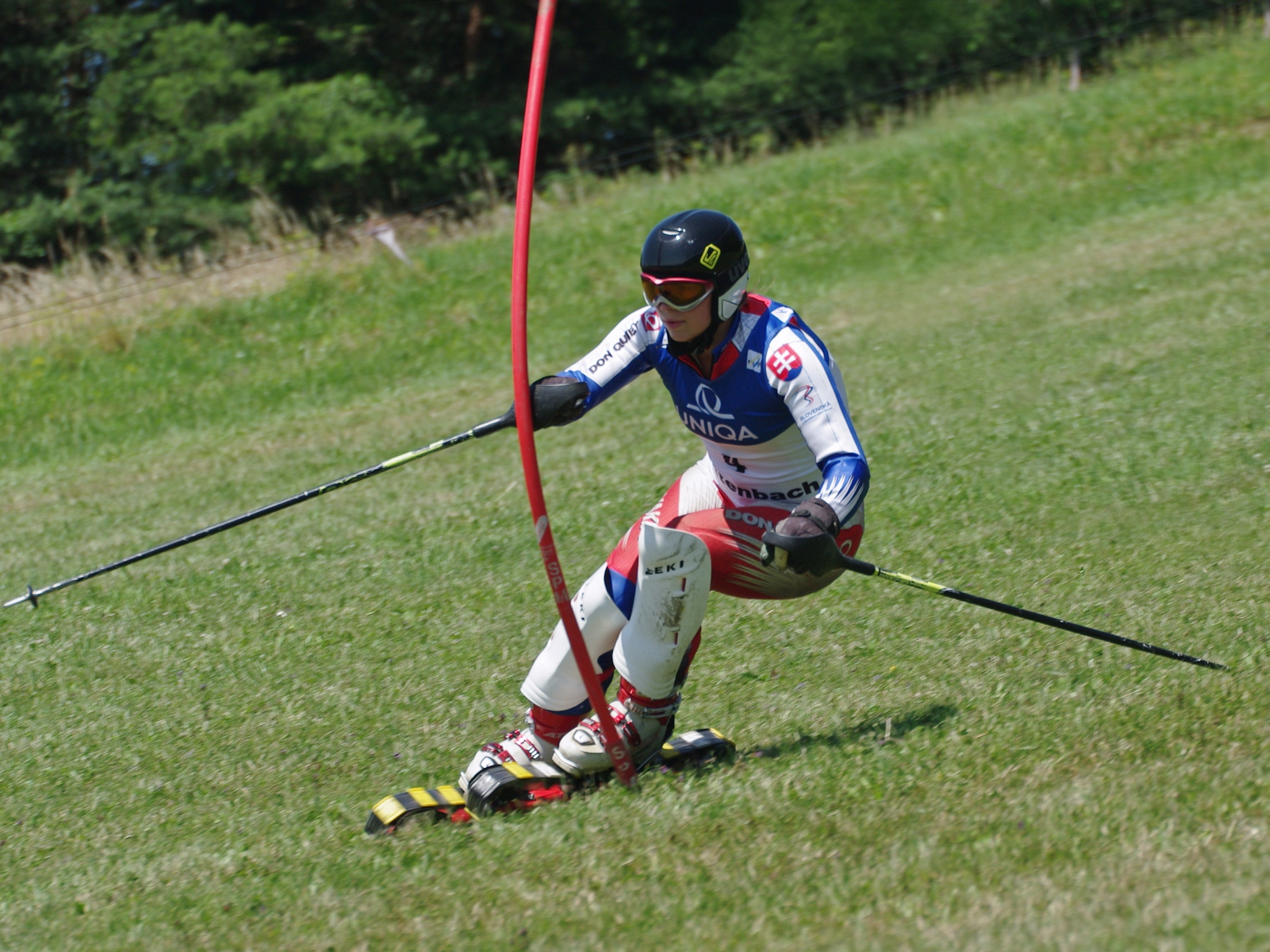
Barbara Míková im Slalom der FIS-Superkombination in Rettenbach im Juli 2011

Sehr erfolgreich war Míková bei der Weltmeisterschaft 2011 in Goldingen mit Siegen im Super-G und im Riesenslalom, womit sie die einzige Doppelweltmeisterin dieser Veranstaltung wurde. Bei der zugleich ausgetragenen Juniorenweltmeisterschaft gewann sie eine weitere Goldmedaille im Super-G. Im Weltcup hingegen erreichte sie in der Saison 2011 nur im letzten Rennen, der Super-Kombination in Forni di Sopra, als Dritte einen Podestplatz. Im Gesamtweltcup fiel sie gegenüber dem Vorjahr um zwei Plätze auf Rang sieben zurück. In der Saison 2012 nahm Míková an keinen Wettkämpfen teil.

## Erfolge

### Weltmeisterschaften
- Goldingen 2011: 1. Riesenslalom, 1. Super-G

### Juniorenweltmeisterschaften
- Horní Lhota u Ostravy 2009: 5. Riesenslalom, 6. Super-G
- Dizin 2010: 1. Riesenslalom, 1. Super-G, 2. Slalom, 3. Super-Kombination
- Goldingen 2011: 1. Super-G, 5. Riesenslalom

### Weltcup
- Saison 2010: 5. Gesamtweltcup
- Saison 2011: 7. Gesamtweltcup
- 3 Podestplätze, davon 1 Sieg (Super-G in Dizin am 6. August 2010)